# Stazione di Pesaro
La stazione di Pesaro è la stazione ferroviaria della Bologna-Ancona posizionata nel territorio comunale dell'omonimo capoluogo di provincia marchigiano.

## Storia

Il fabbricato viaggiatori come si presentava prima della ricostruzione avvenuta nel 1935

La stazione venne edificata nell'ambito dei lavori di costruzione della importante Ferrovia Adriatica ed inaugurata in concomitanza con l'apertura ufficiale all'esercizio della tratta di 93 km, Rimini-Falconara-Ancona, avvenuta il 17 novembre 1861. Con tale inaugurazione si realizzava il collegamento delle località della Riviera con Bologna e il nord-Italia. La stazione venne gestita inizialmente dalla Società per le strade ferrate romane ma dopo il riordino delle ferrovie del 1865 venne affidata dallo Stato alla Società Italiana per le strade ferrate meridionali che la mantenne fino alla statalizzazione delle ferrovie del 1905.
Nel 1935 il fabbricato viaggiatori originario fu sostituito dall'attuale, progettato dall'architetto Roberto Narducci.
Nei primi anni 2000 la stazione degli autobus cittadina è stata collocata accanto alla stazione ferroviaria, con lo scopo di creare un unico polo dei trasporti a pochi metri dal centro storico della città. Alla stazione degli autobus di Pesaro sono attivi servizi di trasporto rapido su strada che in poco più di mezz'ora la collegano a Urbino e a tutto l'entroterra, per venire incontro alle esigenze dei numerosi pendolari che lavorano e studiano a Pesaro e degli universitari diretti nella città di Raffaello.
Alla fine del 2013 la stazione di Pesaro è stata parzialmente ristrutturata in seguito al rimodernamento delle banchine, richiesto dalla compagnia privata Ntv, per il transito dei treni .Italo. Tuttavia a partire dal 14 dicembre 2014 NTV ha abbandonato la linea Adriatica a causa dei costi elevati di pedaggio per i binari imposti da Rfi e dalla revisione di bilancio decisa dalla società ferroviaria, che ha preferito potenziare la tratta Roma-Milano, a discapito della meno redditizia linea Adriatica.
Nel corso del 2015 la stazione ha subito ulteriori interventi di ammodernamento per l'eliminazione di barriere architettoniche.
Nell'autunno del 2023 sono iniziati i lavori di ristrutturazione integrale del fabbricato viaggiatori, delle pensiline, del sottopasso e del piazzale esterno.
Sono previsti anche un deposito biciclette ed un nuovo ingresso e parcheggi lato Parco Miralfiore. La fine dei lavori è prevista per il 2025.

## Strutture e impianti
La stazione è gestita da Rete Ferroviaria Italiana.
Il fascio binari della stazione è composto da tredici binari, di cui cinque dedicati al traffico passeggeri. Questi ultimi sono serviti da tre banchine accessibili all'utenza grazie ad un sottopassaggio.
La stazione di Pesaro gode della particolarità di trovarsi di fianco al parco Miralfiore, il principale della città, e di avere un'entrata per accedere direttamente al parco dalla stazione.

## Movimento

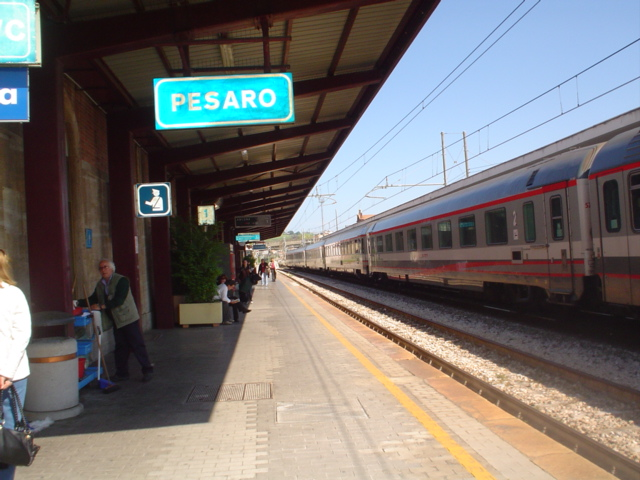
Primo binario prima dei lavori di ristrutturazione del 2013

La stazione è servita da treni regionali operati da Trenitalia nell'ambito del contratto di servizio stipulato con la Regione Marche nonché da collegamenti interregionali svolti da Trenitalia Tper, Trenord e dalla stessa Trenitalia, la quale gestisce anche i convogli a lunga percorrenza con fermata a Pesaro, sia del servizio pubblico InterCity sia del servizio a mercato Le Frecce.
La stazione nel 2007 risultava utilizzata da circa 2.200.000 passeggeri.

## Servizi
La stazione, che RFI classifica nella categoria gold, dispone di:
- Biglietteria automatica
- Bar
- Servizi igienici